# 上罗特
上罗特是德国巴登-符腾堡州的一个市镇。总面积37.93平方公里，总人口3648人，其中男性1804人，女性1844人（2011年12月31日），人口密度96人/平方公里。